# 흉부외과
흉부외과(胸部外科, cardiothoracic surgery, thoracic surger)는 가슴안 내의 장기, 특히 심장 (심장병)과 허파 (폐 질환) 및 기타 흉막 또는 종격동 구조물의 외과적 치료와 관련된 의학 분야이다.
대부분의 국가에서 흉부외과는 심장외과(심장 및 대혈관 관련)와 흉부외과(허파, 식도, 가슴샘 등 관련)로 세분화된다. 하지만 미국, 오스트레일리아, 뉴질랜드, 영국, 인도 및 포르투갈과 같은 일부 유럽 연합 국가들은 예외이다.

## 대중매체
- 여왕의 집:김도윤

## 훈련 과정
심장외과 전공의 과정은 일반적으로 완전한 자격을 갖춘 외과의사가 되기 위해 4년에서 6년(또는 그 이상)의 훈련 기간을 포함한다. 심장외과 훈련은 흉부외과 및 혈관외과와 결합되어 심혈관 (CV) / 심장흉부 (CT) / 심혈관흉부 (CVT) 외과로 불릴 수 있다. 심장외과 의사는 의과대학을 졸업한 후 바로 심장외과 전공의 과정에 들어가거나, 먼저 일반외과 전공의 과정을 마친 후 전임의 과정을 거칠 수 있다. 심장외과 의사는 소아 심장외과, 심장 이식, 성인 후천성 심장 질환, 심장 기능 약화 문제 등 다양한 주제의 전임의 과정을 통해 심장외과 전문 분야를 더 세분화할 수 있다.

### 오스트레일리아 및 뉴질랜드
심장흉부외과 분야의 경쟁이 치열한 외과 교육 및 훈련(SET) 프로그램은 6년 과정으로, 일반적으로 의과대학 졸업 후 몇 년 뒤에 시작된다. 훈련은 오스트레일리아와 뉴질랜드 양국 간의 훈련 프로그램을 통해 관리 및 감독된다. 훈련 과정 동안 여러 시험이 치러지며, 훈련 마지막 해에 최종 전문의 시험으로 마무리된다. 훈련을 완료하면 외과의사는 왕립 오스트랄라시아 외과 대학 (FRACS)의 펠로우십을 수여받으며, 이는 그들이 자격을 갖춘 전문가임을 의미한다. 일반외과 훈련 프로그램을 마치고 FRACS를 취득한 수련의는 대학의 승인에 따라 4년 과정의 심장흉부외과 펠로우십 훈련을 이수할 수 있는 선택권을 가진다. 심장흉부외과 의사로 자격을 얻기 위해서는 졸업 후 (의과대학 졸업 후) 최소 8년에서 10년 정도의 훈련이 필요하다. 현재 훈련 과정과 공립 (교육) 병원 자리 경쟁이 매우 치열하여 오스트레일리아의 인력 계획에 대한 우려가 제기되고 있다.

### 캐나다
역사적으로 캐나다의 심장외과 의사들은 일반외과를 마친 후 심혈관/심장흉부/심혈관흉부 전임의 과정을 이수했다. 1990년대 동안 캐나다의 심장외과 훈련 프로그램은 의과대학 졸업 후 6년 "직접 입학" 프로그램으로 변경되었다. 직접 입학 방식은 전공의들에게 일반외과 프로그램에서는 받지 못할 심장외과 관련 경험(예: 심초음파검사, 관상동맥 집중 치료실, 심장 도관술 등)을 제공한다. 이 프로그램의 전공의들은 또한 흉부 및 혈관외과 훈련에도 시간을 보낸다. 일반적으로 그 다음에는 성인 심장외과, 심부전/이식, 최소 침습 심장외과, 대동맥 수술, 흉부외과, 소아 심장외과 또는 심장 중환자실 등 다양한 분야의 전임의 과정을 거친다. 현재 일반외과를 마치고 심장외과를 추구하려는 캐나다의 지원자들은 종종 미국에서 심장흉부외과 전임의 과정을 마친다. 캐나다 왕립 의사 및 외과 대학은 또한 앨버타 대학교, 브리티시컬럼비아 대학교, 토론토 대학교를 포함한 여러 훈련 기관에서 제공되는 자격을 갖춘 일반외과 의사를 위한 3년 심장외과 전임의 과정을 제공한다.
흉부외과는 캐나다에서 일반외과 또는 심장외과의 별도 2-3년 전임의 과정이다.
캐나다의 심장외과 프로그램:
- 앨버타 대학교 – 1명
- 브리티시컬럼비아 대학교 – 1명
- 캘거리 대학교 – 1명
- 댈하우지 대학교 – 격년으로 1명
- 라발 대학교 – 3년마다 1명
- 매니토바 대학교 – 1명
- 맥길 대학교 – 3년마다 1명
- 맥마스터 대학교 – 격년으로 1명
- 몬트리올 대학교 – 3년마다 1명
- 오타와 대학교 – 1명
- 토론토 대학교 – 1명
- 웨스턴온타리오 대학교 – 1명

### 미국

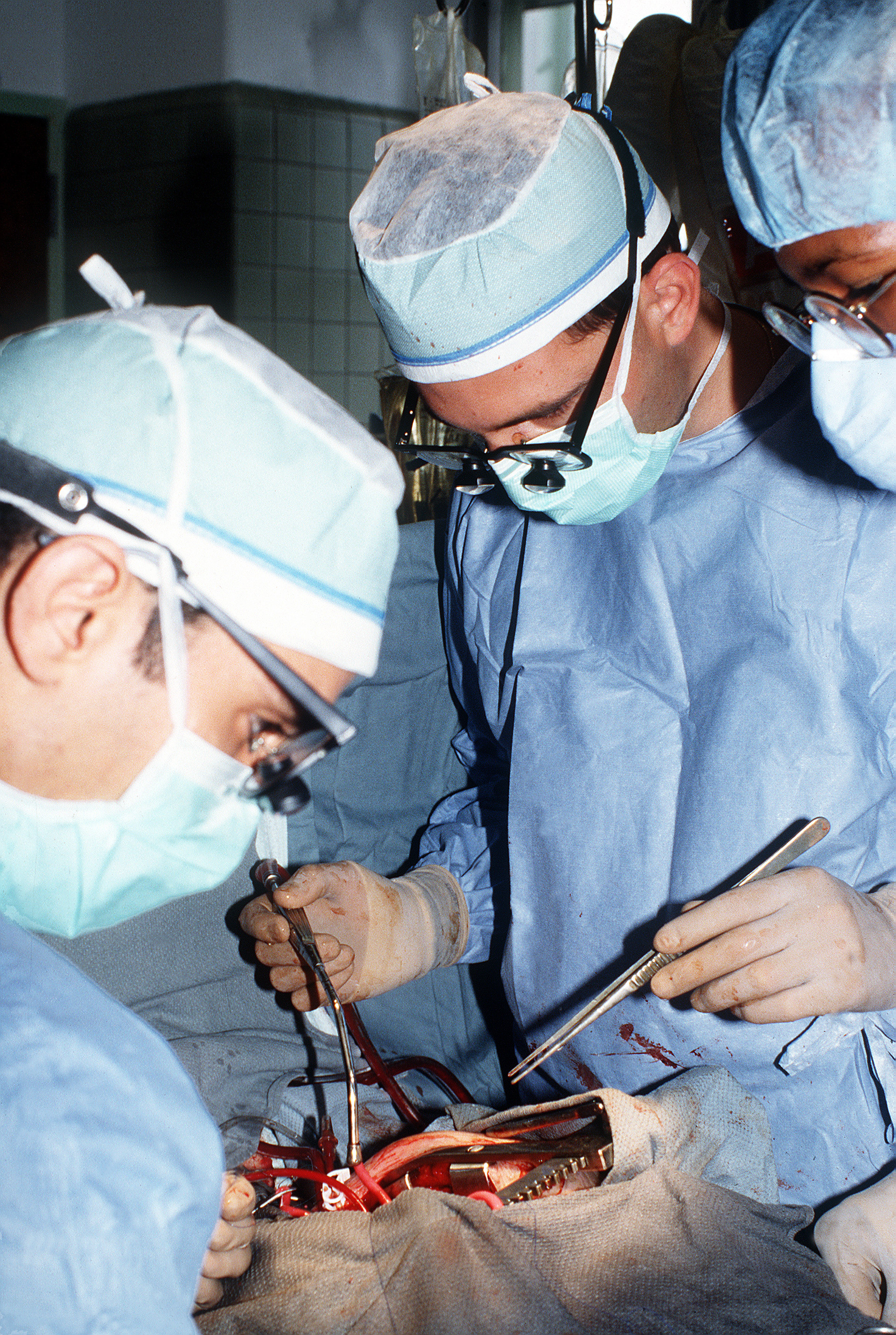
수술 중인 외과의사

미국의 심장외과 훈련은 일반 흉부외과와 통합되어 심장흉부외과 또는 흉부외과라고 불린다. 미국의 심장흉부외과 의사는 먼저 일반외과 전공의 과정(일반적으로 5~7년)을 마친 후 심장흉부외과 전임의 과정(일반적으로 2~3년)을 이수하는 의사이다. 심장흉부외과 전임의 과정은 일반적으로 2년 또는 3년이 소요되지만, 프로그램에 소요된 시간이 아니라 집도의로서 수행한 수술 건수에 따라 인증이 이루어지며, 엄격한 전문의 자격 시험을 통과해야 한다. 훈련 기간을 단축하기 위한 두 가지 다른 경로가 개발되었다. (1) 동일 기관에서 4년간의 일반외과 훈련과 3년간의 심장흉부외과 훈련으로 구성된 통합 일반-흉부외과 전공의 과정, (2) 통합 6년 심장흉부외과 전공의 과정(일반외과 전공의 과정과 심장흉부외과 전공의 과정을 대체)으로, 이들은 각각 많은 프로그램(20개 이상)에 설립되었다. 지원자들은 의과대학 졸업 후 바로 통합 6년 (I-6) 프로그램에 지원하며, 2010년에는 미국의 10개 자리에 약 160명의 지원자가 몰릴 정도로 이 자리에 대한 경쟁이 매우 치열했다. 2013년 5월 현재, 다음을 포함하여 20개의 승인된 프로그램이 있다.
미국의 통합 6년 심장흉부외과 프로그램:
- 위스콘신 의과 대학
- 스탠퍼드 대학교 – 2명
- 노스캐롤라이나 대학교 채플힐
- 버지니아 대학교
- 컬럼비아 대학교 – 2명
- 펜실베이니아 대학교
- 피츠버그 대학교 – 2명
- 워싱턴 대학교
- 노스웨스턴 대학교
- 마운트 시나이 병원, 뉴욕
- 메릴랜드 대학교
- 캘리포니아 대학교 로스앤젤레스 UCLA – 전공의 2명, 이식 전임의 1명; 선천성 질환 전공의 1명
- 텍사스 대학교 헬스 사이언스 센터 샌안토니오
- 사우스캐롤라이나 의과 대학교
- 서던캘리포니아 대학교 – 2명
- 로체스터 대학교
- 캘리포니아 대학교 데이비스
- 인디애나 대학교
- 켄터키 대학교
- 에모리 대학교
- 미시간 대학교
- 예일 대학교

미국흉부외과위원회는 일반적으로 추가 1년의 전임의 과정을 요구하는 선천성 심장외과 특별 경로 증명서를 제공한다. 이 공식 증명서는 다른 국가의 선천성 심장외과 의사들이 면허 기관에 의한 소아 훈련의 공식적인 평가와 인정을 받지 못한다는 점에서 독특하다.

## 심장외과
심장을 둘러싼 주머니인 심낭에 대한 초기 수술은 19세기에 프란시스코 로메로 (1801) 도미니크장 라레, 헨리 달튼, 그리고 대니얼 헤일 윌리엄스와 같은 의사들에 의해 처음으로 이루어졌다. 심장 자체에 대한 첫 수술은 1895년 9월 4일 노르웨이 외과의사 악셀 카펠렌이 크리스티아니아(현재 오슬로)의 릭스호스피탈레에서 시행했다. 그는 왼쪽 겨드랑이에 찔려 도착 시 깊은 쇼크 상태였던 24세 남성의 출혈하는 관상동맥을 결찰했다. 접근은 왼쪽 개흉술을 통해 이루어졌다. 환자는 깨어나 24시간 동안 괜찮아 보였으나, 체온이 상승하며 병이 나빠졌고, 최종적으로 수술 후 셋째 날 종격동염으로 사망했는데, 이는 사후 검사에서 입증되었다. 합병증 없이 성공적으로 시행된 첫 심장 수술은 1896년 9월 7일 프랑크푸르트, 독일의 루드비히 렌이 오른쪽 심실의 자상 봉합 수술을 성공적으로 수행한 것이다.
대혈관 수술(대동맥 축착 교정, 블라록-타우시그 션트 형성, 동맥관 개존증 폐쇄)은 세기 전환 이후 흔해졌으며 심장 수술 영역에 속하지만, 엄밀히 말하면 심장 수술로 간주될 수는 없다. 가장 흔히 알려진 심장 수술 절차 중 하나는 "우회로 수술"로도 알려진 관상동맥우회로이식술이다.

### 심장 기형에 대한 초기 접근법
1925년에는 심장판막 수술은 알려지지 않았다. 헨리 서우타르는 승모판 협착을 앓는 젊은 여성에게 성공적으로 수술을 시행했다. 그는 좌심방의 귀 부분에 구멍을 내고 이 공간에 손가락을 넣어 손상된 승모판을 촉진하고 탐색했다. 환자는 몇 년 동안 생존했지만 당시 서우타르의 동료 의사들은 이 시술이 정당화되지 않는다고 판단하여 그는 계속할 수 없었다.
심장 수술은 제2차 세계 대전 이후 크게 변화했다. 1948년 4명의 외과의사가 류마티스열로 인한 승모판 협착에 대해 성공적인 수술을 수행했다. 호레이스 스미시(1914-1948)는 피터 벤트 브리검 병원의 드와이트 하큰 박사가 승모판의 일부를 제거하기 위해 펀치를 사용하는 수술을 되살렸다. 하네만 병원의 찰스 P. 베일리(1910-1993), 보스턴의 드와이트 하큰, 가이즈 병원의 러셀 브록은 모두 서우타르의 방법을 채택했다. 이 모든 사람들은 몇 달 안에 서로 독립적으로 작업을 시작했다. 이번에는 서우타르의 기술이 널리 채택되었지만 수정 사항이 있었다.
1947년 미들섹스 병원의 토마스 홈즈 셀러스(1902–1987)는 폐동맥 협착증을 앓는 팔로 사징 환자를 수술하여 협착된 폐동맥 판막을 성공적으로 절개했다. 1948년, 러셀 브록은 아마 셀러스의 작업을 알지 못했겠지만, 폐동맥 협착증 세 가지 경우에 특별히 고안된 확장기를 사용했다. 나중에 1948년에 그는 팔로 사징과 종종 관련된 동맥원추근육 협착증을 절제하기 위한 펀치를 고안했다. 심장 우회로가 판막에 대한 직접 수술을 가능하게 할 때까지 수천 건의 이러한 "맹목적인" 수술이 수행되었다.

### 개심 수술
개심 수술은 환자의 심장을 열고 심장의 내부 구조물에 대해 수술을 수행하는 절차이다. 토론토 대학교의 윌프레드 G. 비겔로우는 심장 내 병리 치료는 무혈 및 무동 환경에서 더 잘 이루어진다는 것을 발견했다. 이는 심장을 멈추고 피를 빼야 한다는 것을 의미한다. 저체온증을 사용하여 선천성 심장 결손을 최초로 성공적으로 심장 내 교정한 것은 1952년 9월 2일 미네소타 대학교의 C. 월턴 릴레헤이와 F. 존 루이스가 수행했다. 이듬해 소련 외과의사 알렉산드르 알렉산드로비치 비슈네프스키가 국소마취 하에 최초의 심장 수술을 실시했다.
외과의사들은 저체온증의 한계를 깨달았다. 복잡한 심장 내 교정은 더 많은 시간을 필요로 하며, 환자는 특히 뇌로의 혈액 공급이 필요하다. 환자는 인공적인 방법에 의해 심장과 허파 기능을 제공받아야 하며, 이것이 바로 체외순환이라는 용어의 유래이다. 필라델피아 제퍼슨 의과대학의 존 헤이셤 기븐은 1953년 산소공급기를 이용한 체외순환의 첫 성공적인 사용을 보고했지만, 이후의 실패에 실망하여 이 방법을 포기했다. 1954년 릴레헤이는 환자의 어머니나 아버지를 '심폐기'로 사용하여 조절된 교차순환 기술로 일련의 성공적인 수술을 실현했다. 미네소타주 로체스터의 메이오 클리닉의 존 W. 커클린은 성공적인 수술 시리즈에 기븐 유형의 펌프-산소공급기를 사용하기 시작했으며, 곧 전 세계 여러 지역의 외과의사들이 이를 따랐다.
나지 주디는 1960년 2월 25일 오클라호마시티의 머시 병원에서 7세의 테리 진 닉스를 대상으로 의도적인 완전 혈액 희석 개심 수술을 처음으로 실시했다. 수술은 성공적이었지만, 닉스는 3년 후인 1963년에 사망했다. 1961년 3월, 주디, 캐리, 그리어가 3.5세 아동에게 완전 의도적 혈액 희석 기계를 사용하여 개심 수술을 실시했다. 1985년 주디는 침례 병원에서 낸시 로저스에게 오클라호마 최초의 성공적인 심장 이식을 시행했다. 이식은 성공적이었지만, 암을 앓던 로저스는 수술 후 54일 만에 감염으로 사망했다.

### 현대 박동 심장 수술
1990년대부터 외과의사들은 앞서 언급한 체외순환 없이 무펌프 우회술—관상동맥우회로이식술을 시행하기 시작했다. 이 수술에서는 심장이 수술 중에도 박동하지만, 막힌 곳을 우회하는 혈관을 연결할 수 있도록 거의 정지된 작업 영역을 제공하기 위해 안정화된다. 미국에서는 대부분의 연결 혈관이 내시경 혈관 채취 (EVH)라는 기술을 사용하여 내시경적으로 채취된다.
일부 연구자들은 무펌프 접근 방식이 심폐우회술 후 증후군과 같은 수술 후 합병증을 줄이고 전반적으로 더 나은 결과를 가져온다고 믿는다. 2007년 현재 연구 결과는 논란의 여지가 있으며, 외과의사의 선호도와 병원 결과가 여전히 주요 역할을 한다.

### 최소 침습 수술
점점 인기가 높아지고 있는 새로운 형태의 심장 수술은 로봇 보조 심장 수술이다. 이는 심장외과 의사의 통제 하에 기계가 수술을 수행하는 방식이다. 이 방식의 주요 이점은 환자에게 만들어지는 절개 크기이다. 외과의사가 손을 넣을 수 있을 만큼 커야 했던 절개 대신, 로봇의 훨씬 작은 "손"이 수술 환자의 몸에 들어갈 수 있도록 "연필 크기"의 구멍보다 커질 필요가 없다.
2024년 9월, 리야드에 위치한 킹 파이살 전문 병원 및 연구 센터에서 페라스 칼리엘 박사가 이끄는 병원 심장외과 및 로봇 및 최소 침습 수술 프로그램 책임자가 세계 최초로 완전 로봇 심장 이식 수술을 성공적으로 수행했다. 2024년 12월, 웨스트버지니아 대학교에서 빈하이 바드와르 박사가 이끄는 병원 심장 및 혈관 연구소의 총괄 의장이자 흉부외과 학회의 부회장인 빈하이 바드와르 박사가 하나의 작은 절개를 통해 세계 최초로 로봇 대동맥판막 치환술 (AVR)과 관상동맥우회로이식술 (CABG)을 결합한 로봇 수술을 성공적으로 수행했다.

### 소아 심혈관 외과
소아 심혈관 외과는 어린이의 심장을 수술하는 분야이다. 어린이의 심혈관 결손을 교정하기 위한 첫 수술은 스웨덴의 클라렌스 크래포드에 의해 12세 소년의 대동맥 축착을 교정하면서 시행되었다. 선천성 심장병을 완화하기 위한 첫 시도는 1944년 존스 홉킨스 병원에서 앨프리드 블라록이 윌리엄 롱마이어, 덴튼 쿨리, 그리고 블라록의 숙련된 기술자 비비안 토마스의 도움을 받아 수행했다. 우회 기계를 사용하지 않고 선천성 심장 결함을 수리하는 기술은 1940년대 후반과 1950년대 초반에 개발되었다. 그 중 1952년 루이스와 릴레헤이가 5세 아동에게 저체온증, 유입 폐쇄 및 직접 시야를 이용하여 심방 중격 결손을 개방 수리한 것이 있다. 릴레헤이는 1954년 4세 아동의 심실 중격 결손을 직접 수리하면서 관류를 유지하기 위해 소년과 그의 아버지 사이의 교차순환을 사용했다. 그는 계속해서 교차순환을 사용하여 팔로 사징의 첫 교정 수술을 수행하고 1955년 미국 외과 학회에서 그 결과를 발표했다. 장기적으로 소아 심혈관 외과는 위에서 언급한 기븐과 릴레헤이가 개발한 심폐 우회 기계에 의존하게 될 것이다.

### 심장 수술의 위험
심장 수술과 체외순환 기술의 발전은 이 수술들의 사망률을 상대적으로 낮은 수준으로 낮췄다. 예를 들어, 선천성 심장 결손 수리는 현재 4~6%의 사망률을 보이는 것으로 추정된다. 심장 수술의 주요 관심사는 신경학적 손상의 발생이다. 뇌졸중은 심장 수술을 받는 모든 사람의 5%에서 발생하며, 뇌졸중 위험이 있는 환자에게서는 더 높다. 체외순환에 기인하는 보다 미묘한 신경인지 기능 부전의 집합체는 심폐우회술 후 증후군으로 알려져 있으며, 때때로 "펌프헤드"라고도 불린다. 심폐우회술 후 증후군의 증상은 처음에는 영구적인 것으로 여겨졌지만, 영구적인 신경학적 손상 없이 일시적인 것으로 나타났다.
수술 부서와 개별 외과의사의 성과를 평가하기 위해 인기 있는 위험 모델인 유로스코어가 개발되었다. 이는 환자의 여러 건강 요소를 고려하고 미리 계산된 로지스틱 회귀 계수를 사용하여 퇴원까지의 생존 가능성을 백분율로 제공하려고 한다. 영국 내에서는 이 유로스코어가 모든 심장흉부외과 센터를 분류하고 해당 부서와 개별 외과의사가 허용 가능한 범위 내에서 수행했는지 여부를 나타내는 데 사용되었다. 결과는 CQC 웹사이트에서 확인할 수 있다. 그러나 사용된 정확한 방법론과 결과의 기반이 된 원시 데이터는 현재까지 공개되지 않았다.
감염은 심장흉부외과 수술에서 주요 비심장 합병증이다. 감염에는 종격동염, 감염성 심근염 또는 심낭염, 심내막염, 심장 장치 감염, 폐렴, 농흉, 혈류 감염 등이 있다. 예방적 또는 수술 후 항생제를 사용할 경우 클로스트리디오이데스 디피실 결장염이 발생할 수 있다.
심장흉부외과 수술 후 환자는 메스꺼움, 구토, 연하곤란, 흡인성 폐렴의 위험이 있다.

## 흉부외과
흉막절제술은 흉막의 일부를 제거하는 수술 절차이다. 때때로 기흉과 중피종의 치료에 사용된다. 기흉의 경우, 벽측 흉막의 꼭대기 부분과 횡격막 부분만 제거된다.

### 폐 용적 축소 수술
폐 용적 축소 수술(LVRS)은 다른 치료법이 충분하지 않을 때 특정 폐기종 유형의 COPD 환자의 삶의 질을 향상시킬 수 있다. 폐기종으로 특히 손상된 허파의 일부를 제거하여 나머지 비교적 좋은 폐가 확장되어 더 효율적으로 기능할 수 있도록 한다. 유익한 효과는 잔여 폐 용적의 감소와 관련이 있다. 기존 LVRS는 폐기종성, 비수포성 폐의 가장 심하게 영향을 받은 부위(절제)를 포함한다 (목표는 20-30%이다). 이는 폐기종으로 인한 말기 COPD 환자를 위한 최소 개흉술을 포함하는 수술적 선택이며, 폐 탄성 되튐 및 가로막 기능을 향상시킬 수 있다.
국립 폐기종 치료 시험(NETT)은 LVRS를 비수술적 치료와 비교한 대규모 다기관 연구(N = 1218)였다. 결과는 LVRS 그룹에서 전반적인 생존 이점이 없었지만, 주로 상엽 폐기종 + 낮은 운동 능력 환자에서 운동 능력의 상당한 개선이 나타났다. 이후 연구에서는 더 나은 결과를 가진 더 넓은 치료 범위를 보여주었다.
LVRS의 가능한 합병증으로는 장기적인 공기 누출(수술 후 모든 흉관 제거까지 평균 기간 10.9 ± 8.0일)이 포함된다.
주로 상엽 폐기종 환자의 경우 폐 용적 축소 수술은 건강 상태와 폐 기능을 향상시킬 수 있지만, 조기 사망률과 부작용의 위험도 증가시킨다.
LVRS는 유럽에서 널리 사용되지만, 미국에서는 대부분 실험적으로 적용된다.
덜 침습적인 치료법으로 기관지경 폐용적감소술이 있다.

### 폐암 수술
모든 폐암이 수술에 적합한 것은 아니다. 병기, 위치, 세포 유형이 중요한 제한 요인이다. 또한, 건강 상태가 매우 나쁘거나 폐 기능 예비력이 부족한 사람은 생존하기 어려울 가능성이 높다. 신중한 선택을 하더라도 전반적인 수술 사망률은 약 4.4%이다.
비소세포 폐암 병기결정에서 IA, IB, IIA, IIB 병기는 수술적 절제에 적합하다.
폐 기능 예비력은 폐활량측정법으로 측정된다. 과도한 호흡 곤란이나 미만성 폐실질 질환의 증거가 없고, FEV1이 2리터를 초과하거나 예측치의 80%를 초과하는 경우, 폐절제술에 적합하다. FEV1이 1.5리터를 초과하는 경우, 환자는 폐엽 절제술에 적합하다.
폐암 수술 전 운동 프로그램 참여가 수술 후 합병증 위험을 줄일 수 있다는 약한 증거가 있다.

#### 합병증
폐암 수술 후 8~25%의 환자에서 장기간 공기 누출(PAL)이 발생할 수 있다. 이 합병증은 흉관 제거를 지연시키고 폐 절제술(폐암 수술) 후 입원 기간 증가와 관련이 있다. 수술용 실란트 사용은 장기간 공기 누출 발생률을 줄일 수 있지만, 이 단독 개입만으로는 폐암 수술 후 입원 기간 단축으로 이어지지 않는 것으로 나타났다.
폐 합병증을 줄이기 위해 폐암 수술 후 비침습적 양압 환기를 사용하는 것을 지지하는 강력한 증거는 없다.

#### 종류
- 폐엽 절제술 (폐엽 제거)[48]
- 아엽 절제술 (폐엽의 일부 제거)
- 구역 절제술 (폐 특정 엽의 해부학적 구역 제거)
- 폐절제술 (전체 폐 제거)
- 쐐기 절제술
- 슬리브/기관지성형 절제술 (폐엽 절제술 시 관련 주기관지 통로의 관련 튜브 섹션을 제거하고 이어서 기관지 통로를 재건)
- VATS 폐엽 절제술 (최소 침습 폐엽 절제술 접근법으로 통증 감소, 완전 활동 복귀 시간 단축, 병원비 감소 가능)[49][50]
- 식도절제술 (식도 제거)

## 같이 보기
- 흉부외과 연보
- 유럽 심장흉부외과 저널
- 흉부 및 심혈관 외과 저널